# Rafał Gliński

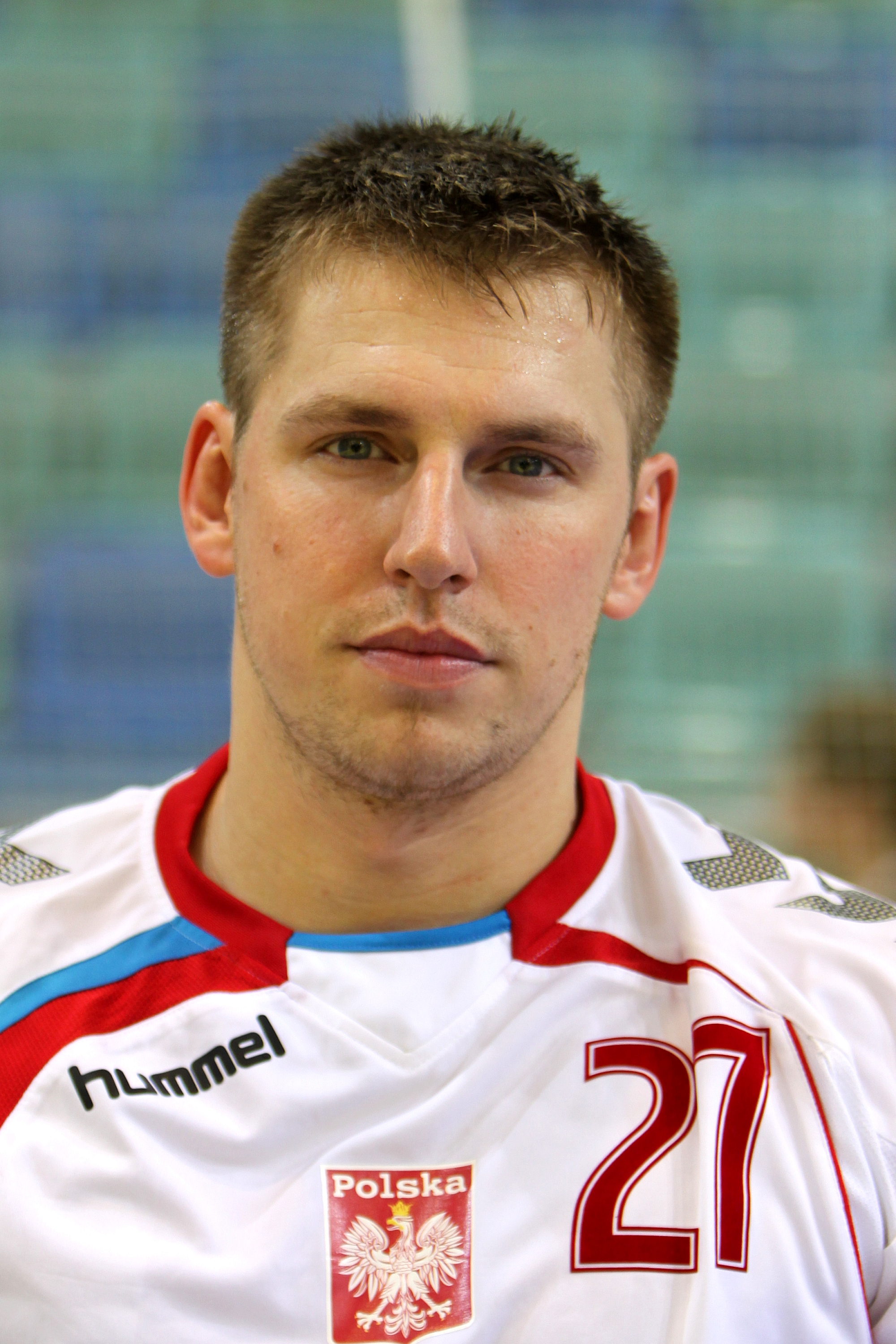
Rafał Gliński (2010)

Rafał Gliński (* 29. Dezember 1982 in Wrocław) ist ein polnischer Handballspieler, der beim polnischen Erstligisten Górnik Zabrze unter Vertrag steht.
Rafał Gliński begann seine Karriere beim polnischen Klub Śląsk Wrocław. Der Linksaußen spielte dort von 2001 bis 2006. Ende der Saison 2005/2006 verpflichtete ihn der deutsche Zweitligist TV Willstätt Ortenau und er erhielt einen Vertrag bis 2010. Im Februar 2009 verließ Gliński jedoch den verschuldeten Zweitligisten vorzeitig und spielte fortan bei KS Vive Kielce. Zur Saison 2012/2013 wechselte er zum Ligakonkurrenten Tauron Stal Mielec. Im Sommer 2015 schloss er sich NMC Górnik Zabrze an.
Gliński wurde mit den Junioren Europameister 2002 sowie mit der polnischen A-Nationalmannschaft Dritter bei der Weltmeisterschaft 2009 in Kroatien. Er stand im erweiterten Kader für die Europameisterschaften 2010 und 2014. Bis Dezember 2015 erzielte er 44 Tore in 42 Länderspielen.

## Erfolge
- Junioren Europameister 2002
- Dritter Platz WM 2009
- polnischer Meister 2009, 2010 und 2012
- polnischer Pokalsieger 2010, 2011 und 2012